# Hatzfeld (Eder)
Hatzfeld (Eder) ist eine Stadt im nordhessischen Landkreis Waldeck-Frankenberg.

## Geografie

### Geografische Lage
Hatzfeld liegt im westlichen Hessen nordwestlich von Marburg und nördlich der Sackpfeife im Tal der Eder.

### Nachbargemeinden
Hatzfeld grenzt im Norden und Osten an die Stadt Battenberg (Landkreis Waldeck-Frankenberg), im Süden an die Stadt Biedenkopf (Landkreis Marburg-Biedenkopf), sowie im Westen an die Stadt Bad Berleburg (im Kreis Siegen-Wittgenstein in Nordrhein-Westfalen).

### Stadtgliederung
Hatzfeld gliedert sich in die Stadtteile Biebighausen, Eifa, Hatzfeld, Holzhausen und Reddighausen.
Zur Gemarkung der Kernstadt Hatzfeld gehören die Siedlungen, Gehöfte und Gehöftgruppen Ebenfeld, Ederlust, Mühle Elsoff, Lindenhof, Hof Rhoda, Rübighäuser Hof und Schafhort.

## Geschichte

### Ortsgeschichte
Das Geschlecht derer von Hatzfeld wird um 1138 als de Hepisvelt erstmals urkundlich erwähnt. Wie die benachbarten Grafen von Battenberg war es während des hohen und späten Mittelalters überwiegend als mainzischer Parteigänger in die hessisch-mainzischen Auseinandersetzungen involviert. 1282 wird seine (heute weitgehend verfallene) Burg Hatzfeld erwähnt, zu deren Füßen ab 1340 eine Siedlung errichtet wurde, die die Stadtrechte nach Frankfurter Vorbild durch König Ludwig dem Bayer erhielt und deren Ummauerung laut Burgfriedensvertrag mit der der Burg verbunden war. Ihr stand zunächst ein stadtherrlicher Schultheiß, spätestens ab 1405 ein sechs- bzw. später achtköpfiger Rat mit einem Bürgermeister vor. Da sich der Rat wie in vielen anderen Städten im Laufe der Zeit anscheinend von der Stadtgemeinde entfernte, wurden vor 1594 zwei Unterbürgermeister als Vertreter der Bürgerschaft eingesetzt. Nach dem Aussterben der hessischen Linie derer von Hatzfeld fielen Stadt und Herrschaft 1570 zuerst zur Hälfte, 1588 bzw. 1772 schließlich ganz an das Haus Hessen, dem die Herren von Hatzfeld bereits 1311 ihre Burg zu Lehen aufgetragen hatten.
Die Statistisch-topographisch-historische Beschreibung des Großherzogthums Hessen berichtet 1830 über Hatzfeld:

„Hatzfeld (L. Bez. Battenberg) Stadt; liegt an der Eder, 2 St von Battenberg, hat mit den Höfen Lindenhof, Rödchen, Schaafhort, Elsoff Ebenfeld und Biebighausen, 140 Häuser und 946 Einwohner, die außer 1 Katholiken evangelisch sind. Man findet 2 Kirchen, die Ruinen des Schlosses Hatzfeld, 1 Rathhaus, 1 Eisenhammer, 1 Papiermühle und auf dem Edenberge noch die Ueberbleibsel eines alten Stollens. Die Ruinen des Schlosses Hatzfeld, Stammhaus der noch blühenden Familie von Hatzfeld, liegen 1351 Hess. (1039 Par.) Fuß über der Meeresfläche. Der Eisenhammer, welcher herrschaftlich ist, liegt an der Eder 1⁄2 St. unter Hatzfeld, hat 2 Feuer und bezieht das Roheisen von der 2 St. entfernten Ludwigshütte. Jährlich werden 3 Märkte gehalten. – Der Ort kommt in frühern Zeiten unter den Namen Hatisfeld, auch Hapisfeld vor. Das Schloß Hatzfeld hat einer berühmten adeligen, nachher gräflichen und fürstlichen Familie den Namen gegeben. Gottfried und Kraft von Hatzfeld trugen das Schloß, 1311, dem Landgrafen Otto zu Lehen auf, und werden von dieser Zeit an von Hessen damit belehnt, so wie, 1333 Johannes und Guntram von Hatzfeld dem Erzstifte Mainz die Oeffnung in ihrem Schlosse gestatteten. Kaiser Ludwig (von Baiern) erlaubte es dieser Familie, 1340, aus ihrer Veste Hatzfeld eine Stadt zu machen, und gab dieser Stadt alle Rechte der Stadt Frankfurt.“

1866 kam Hatzfeld als Teil des hessen-darmstädtischen Hinterlandes zu Preußen und verlor gemäß preußischem Recht 1885 die Stadtrechte. Nach der Auflösung Preußens erlangte Hatzfeld die Bezeichnung „Stadt“ wieder zurück: Im November 1950 wurde der Gemeinde Hatzfeld durch das Hessische Staatsministerium das Recht zur Führung der Bezeichnung „Stadt“ verliehen.
Hessische Gebietsreform (1970–1977)
Im Zuge der Gebietsreform in Hessen wurden auf freiwilliger Basis eingegliedert: Zum 1. April 1971 die bis dahin selbständige Gemeinde Holzhausen/Eder; zum 1. Juli 1971 kam Biebighausen hinzu. Eifa und Reddighausen folgten am 1. Januar 1974 kraft Landesgesetz. Für alle ehemals eigenständigen Gemeinden sowie für die Kernstadt wurde je ein Ortsbezirk mit Ortsbeirat und Ortsvorsteher nach der Hessischen Gemeindeordnung gebildet.

### Verwaltungsgeschichte im Überblick
Die folgende Liste zeigt die Staaten und Verwaltungseinheiten, denen Hatzfeld angehört(e):
- um 1282: Heiliges Römisches Reich, Herrschaft Hatzfeld mit Immunitätsgericht
- um 1400 und später: Heiliges Römisches Reich, Herrschaft der Familie von Hatzfeld
- ab 1570: Heiliges Römisches Reich, je zur Hälfte Landgrafschaft Hessen, Amt Battenberg, und Familie von Hatzfeld
- ab 1567: Heiliges Römisches Reich, Landgrafschaft Hessen-Marburg, Amt Battenberg und Familie von Hatzfeld (ab 1602 nur noch 3⁄8)[12]
- 1604–1648: strittig zwischen Hessen-Kassel und Hessen-Darmstadt (Hessenkrieg)
- ab 1604: Heiliges Römisches Reich, Landgrafschaft Hessen-Kassel, Amt Battenberg
- ab 1627: Heiliges Römisches Reich, Landgrafschaft Hessen-Darmstadt (1772 und 1776 durch Kauf alle Anteile), Oberfürstentum Hessen, Amt Battenberg[13]
- ab 1806: Großherzogtum Hessen,[Anm. 2] Fürstentum Oberhessen, Amt Battenberg[14]
- ab 1815: Großherzogtum Hessen, Provinz Oberhessen, Amt Battenberg
- ab 1821: Großherzogtum Hessen, Provinz Oberhessen, Landratsbezirk Battenberg[Anm. 3]
- ab 1832: Großherzogtum Hessen, Provinz Oberhessen, Kreis Biedenkopf
- ab 1848: Großherzogtum Hessen, Regierungsbezirk Biedenkopf
- ab 1852: Großherzogtum Hessen, Provinz Oberhessen, Kreis Biedenkopf
- ab 1867: Königreich Preußen,[Anm. 4] Provinz Hessen-Nassau, Regierungsbezirk Wiesbaden, Kreis Biedenkopf (übergangsweise Hinterlandkreis)[13]
- ab 1871: Deutsches Reich, Königreich Preußen, Provinz Hessen-Nassau, Regierungsbezirk Wiesbaden, Kreis Biedenkopf
- ab 1918: Deutsches Reich, Freistaat Preußen, Provinz Hessen-Nassau, Regierungsbezirk Wiesbaden, Kreis Biedenkopf
- ab 1932: Deutsches Reich, Freistaat Preußen, Provinz Hessen-Nassau, Regierungsbezirk Kassel, Landkreis Frankenberg
- ab 1933: Deutsches Reich, Freistaat Preußen, Provinz Hessen-Nassau, Regierungsbezirk Kassel, Landkreis Frankenberg
- ab 1944: Deutsches Reich, Freistaat Preußen, Provinz Kurhessen, Landkreis Frankenberg
- ab 1945: Deutsches Reich, Amerikanische Besatzungszone,[Anm. 5] Groß-Hessen, Regierungsbezirk Kassel, Landkreis Frankenberg
- ab 1946: Deutsches Reich, Amerikanische Besatzungszone, Hessen, Regierungsbezirk Kassel, Landkreis Frankenberg
- ab 1949: Bundesrepublik Deutschland, Hessen, Regierungsbezirk Kassel, Landkreis Frankenberg
- ab 1974: Bundesrepublik Deutschland, Hessen, Regierungsbezirk Kassel, Landkreis Waldeck-Frankenberg

## Bevölkerung

### Einwohnerstruktur 2011
Nach den Erhebungen des Zensus 2011 lebten am Stichtag, dem 9. Mai 2011, in Hatzfeld 3078 Einwohner. Darunter waren 62 (2,0 %) Ausländer, von denen 44 aus dem EU-Ausland, 12 aus anderen europäischen Ländern und 6 aus anderen Staaten kamen. (Bis zum Jahr 2020 erhöhte sich die Ausländerquote auf 4,1 %.) Nach dem Lebensalter waren 535 Einwohner unter 18 Jahren, 1221 zwischen 18 und 49, 699 zwischen 50 und 64 und 625 Einwohner waren älter. Die Einwohner lebten in 1307 Haushalten. Davon waren 398 Singlehaushalte, 347 Paare ohne Kinder und 443 Paare mit Kindern, sowie 99 Alleinerziehende und 20 Wohngemeinschaften. In 281 Haushalten lebten ausschließlich Senioren und in 829 Haushaltungen lebten keine Senioren.

### Einwohnerentwicklung
| • 1577: | 096 Haushaltungen         |
| • 1712: | 065 Haushaltungen         |
| • 1806: | 686 Einwohner, 120 Häuser |
| • 1829: | 946 Einwohner, 140 Häuser |

| Hatzfeld: Einwohnerzahlen von 1791 bis 2020 | Hatzfeld: Einwohnerzahlen von 1791 bis 2020 | Hatzfeld: Einwohnerzahlen von 1791 bis 2020 | Hatzfeld: Einwohnerzahlen von 1791 bis 2020 | Hatzfeld: Einwohnerzahlen von 1791 bis 2020 |
| --- | ------------------------------------------- | ------------------------------------------- | ------------------------------------------- | ------------------------------------------- |
| Jahr |                                             |                                             |                                             | Einwohner                                   |
| 1791 | 1791                                        |                                             | 709                                         | 709                                         |
| 1800 | 1800                                        |                                             | 743                                         | 743                                         |
| 1806 | 1806                                        |                                             | 686                                         | 686                                         |
| 1829 | 1829                                        |                                             | 946                                         | 946                                         |
| 1834 | 1834                                        |                                             | 730                                         | 730                                         |
| 1840 | 1840                                        |                                             | 930                                         | 930                                         |
| 1846 | 1846                                        |                                             | 1.111                                       | 1.111                                       |
| 1852 | 1852                                        |                                             | 1.138                                       | 1.138                                       |
| 1858 | 1858                                        |                                             | 1.114                                       | 1.114                                       |
| 1864 | 1864                                        |                                             | 1.051                                       | 1.051                                       |
| 1871 | 1871                                        |                                             | 985                                         | 985                                         |
| 1875 | 1875                                        |                                             | 1.002                                       | 1.002                                       |
| 1885 | 1885                                        |                                             | 960                                         | 960                                         |
| 1895 | 1895                                        |                                             | 871                                         | 871                                         |
| 1905 | 1905                                        |                                             | 902                                         | 902                                         |
| 1910 | 1910                                        |                                             | 1.040                                       | 1.040                                       |
| 1925 | 1925                                        |                                             | 1.090                                       | 1.090                                       |
| 1939 | 1939                                        |                                             | 1.161                                       | 1.161                                       |
| 1946 | 1946                                        |                                             | 1.578                                       | 1.578                                       |
| 1950 | 1950                                        |                                             | 1.536                                       | 1.536                                       |
| 1956 | 1956                                        |                                             | 1.519                                       | 1.519                                       |
| 1961 | 1961                                        |                                             | 1.494                                       | 1.494                                       |
| 1967 | 1967                                        |                                             | 1.556                                       | 1.556                                       |
| 1972 | 1972                                        |                                             | 2.088                                       | 2.088                                       |
| 1975 | 1975                                        |                                             | 3.370                                       | 3.370                                       |
| 1980 | 1980                                        |                                             | 3.343                                       | 3.343                                       |
| 1985 | 1985                                        |                                             | 3.374                                       | 3.374                                       |
| 1990 | 1990                                        |                                             | 3.315                                       | 3.315                                       |
| 1995 | 1995                                        |                                             | 3.427                                       | 3.427                                       |
| 2000 | 2000                                        |                                             | 3.413                                       | 3.413                                       |
| 2005 | 2005                                        |                                             | 3.349                                       | 3.349                                       |
| 2010 | 2010                                        |                                             | 3.250                                       | 3.250                                       |
| 2011 | 2011                                        |                                             | 3.078                                       | 3.078                                       |
| 2015 | 2015                                        |                                             | 3.029                                       | 3.029                                       |
| 2020 | 2020                                        |                                             | 2.939                                       | 2.939                                       |
| Datenquelle: Historisches Gemeindeverzeichnis für Hessen: Die Bevölkerung der Gemeinden 1834 bis 1967. Wiesbaden: Hessisches Statistisches Landesamt, 1968. Weitere Quellen: ; 1972:; ab 1975:; Zensus 2011 Ab 1972 einschließlich der im Zuge der Gebietsreform in Hessen eingegliederten Orte. |                                             |                                             |                                             |                                             |

### Historische Religionszugehörigkeit
| • 1829: | 0946 evangelische, ein katholischer Einwohner                                              |
| • 1885: | 0956 evangelische, 4 katholische Einwohner                                                 |
| • 1987: | 2852 evangelische (= 87,2 %), 285 katholische (= 8,7 %), 135 sonstige (= 4,1 %) Einwohner  |
| • 2011: | 2461 evangelische (= 80,0 %), 206 katholische (= 6,7 %), 411 sonstige (= 13,4 %) Einwohner |

## Politik

### Stadtverordnetenversammlung
Die Kommunalwahl am 14. März 2021 lieferte folgendes vorläufiges Ergebnis, in Vergleich gesetzt zu früheren Kommunalwahlen:
| Stadtverordnetenversammlung – Kommunalwahlen 2021 | Stadtverordnetenversammlung – Kommunalwahlen 2021                                         |
| --- | ----------------------------------------------------------------------------------------- |
| Stimmenanteil in %Wahlbeteiligung 59,7 % 3020100 25,5 (−2,6)24,5 (−2,2)15,7 (+5,6)14,7 (+1,5)11,8 (−2,0)7,7 (−0,4) BLHaBLRbCDUBLHolzdSPDBLEf20162021Anmerkungen:a Bürgerliste Hatzfeldb Bürgerliste Reddighausend Bürgerliste Holzhausenf Bürgerliste Eifa | SitzverteilungInsgesamt 15 Sitze - SPD: 2 - BLR: 4 - BLH: 4 - BLHolz: 2 - BLE: 1 - CDU: 2 |

| Parteien und Wählergemeinschaften | Parteien und Wählergemeinschaften           | % 2021 | Sitze 2021 | % 2016 | Sitze 2016 | % 2011 | Sitze 2011 | % 2006 | Sitze 2006 | % 2001 | Sitze 2001 |
| --------------------------------- | ------------------------------------------- | ------ | ---------- | ------ | ---------- | ------ | ---------- | ------ | ---------- | ------ | ---------- |
| BLH                               | Bürgerliste Hatzfeld                        | 25,5   | 4          | 28,1   | 7          | 15,9   | 4          | 11,3   | 3          | 15,5   | 4          |
| BLR                               | Bürgerliste Reddighausen                    | 24,5   | 4          | 26,7   | 6          | 24,3   | 6          | 24,7   | 6          | 22,0   | 5          |
| CDU                               | Christlich Demokratische Union Deutschlands | 15,7   | 2          | 10,1   | 2          | 11,2   | 3          | 15,4   | 3          | 17,4   | 4          |
| BLHolz                            | Bürgerliste Holzhausen                      | 14,7   | 2          | 13,2   | 3          | 14,3   | 3          | 12,7   | 3          | 13.3   | 3          |
| SPD                               | Sozialdemokratische Partei Deutschlands     | 11,8   | 2          | 13,8   | 3          | 19,6   | 4          | 19,2   | 4          | 21,6   | 5          |
| BLE                               | Bürgerliste Eifa                            | 7,7    | 1          | 8,1    | 2          | 8,0    | 2          | 9,2    | 2          | 5,0    | 1          |
| FDP                               | Freie Demokratische Partei                  | —      | —          | —      | —          | 6,8    | 1          | 7,4    | 2          | 5,2    | 1          |
| Gesamt                            | Gesamt                                      | 100,0  | 23         | 100,0  | 23         | 100,0  | 23         | 100,0  | 23         | 100,0  | 23         |
| Wahlbeteiligung in %              | Wahlbeteiligung in %                        | 59,7   | 59,7       | 58,7   | 58,7       | 61,6   | 61,6       | 58,5   | 58,5       | 63,0   | 63,0       |

### Bürgermeister
Nach der hessischen Kommunalverfassung wird der Bürgermeister für eine sechsjährige Amtszeit gewählt, seit dem Jahr 1993 in einer Direktwahl, und ist Vorsitzender des Magistrats, dem in der Stadt Hatzfeld neben dem Bürgermeister ehrenamtlich ein Erster Stadtrat und vier weitere Stadträte angehören. Bürgermeister ist seit dem 1. Mai 2013 der parteiunabhängige Dirk Junker. Er wurde als Nachfolger von Uwe Ermisch (SPD), der nach vier Amtszeiten nicht wieder kandidiert hatte, am 18. November 2012 in einer Stichwahl bei 77,1 Prozent Wahlbeteiligung mit 53,2 Prozent der Stimmen gewählt. Es folgten zwei Wiederwahlen, jeweils ohne Gegenkandidaten, zuletzt im November 2024.
Amtszeiten der Bürgermeister
- 2013–2031 Dirk Junker[29]
- 1989–2013 Uwe Ermisch (SPD)[30]
- 1974–1989 Horst Strott (SPD)[33]

### Wappen und Flagge
| Wappen von Hatzfeld (Eder) | Blasonierung: „In Silber über einer schwarzgefugten, roten Zinnenmauer mit offenem Tor eine blaubedachte Burg, beseitet von zwei blaubedachten roten Türmen, erhöht von einem goldenen Schildchen, darin ein schwarzer Maueranker.“ |
| Wappen von Hatzfeld (Eder) | Wappenbegründung: Das Wappen basiert auf dem ältesten Siegel der Stadt aus dem 14. Jahrhundert und zeigt eine Stadtmauer mit Türmen und in einen kleinen Schild das Wappen der Herren (später Grafen und Fürsten) von Hatzfeld, seit 1139 Landesherren, die 1282 am anderen Ufer der Eder eine Burg errichteten. Das 2. Siegel aus dem 15. Jahrhundert zeigte nur eine Zinnenmauer, die mit einem Maueranker belegt und von zwei Türmen gekrönt war. Alle späteren Siegel und Wappen zeigten die gleiche Zusammensetzung, jedoch haben sich Größe und Form der verschiedenen Elemente im Laufe der Jahrhunderte stark verändert. Zeitgleich mit der Wiedererlangung des Rechts zur Führung der Bezeichnung „Stadt“ wurde im November 1950 der Gemeinde Hatzfeld durch das Hessische Staatsministerium das Recht zur Führung eines Wappens nach dem vorgelegten Entwurf verliehen. |

### Städtepartnerschaft
Die Stadt Hatzfeld unterhält seit 1979 partnerschaftliche Beziehungen zu Cloyes-sur-le-Loir im Département Eure-et-Loir in Frankreich.

## Kultur und Sehenswürdigkeiten

### Stadtkirche St. Johannes
Die evangelisch-lutherische Stadtkirche St. Johannes ist ein verschieferter Fachwerkbau aus dem 14. Jahrhundert. Das genaue Baujahr ist nicht bekannt, doch wird die Emmauskapelle in einer Urkunde von 1379 als „alte“ Kirche bezeichnet, so dass zu dieser Zeit bereits die neue Kirche St. Johannes existiert haben muss. Sie wurde von dem Adelsgeschlecht derer „von Hatzfeldt“ im Stil einer gotischen Fachwerkkirche auf halber Höhe des Burgberges in der seit 1340 mit Stadtrecht versehenen „Talsiedlung“ erbaut. Im Chorraum, über dem Altar hängend, befindet sich ein spätgotisches Kruzifix aus dem 15. Jahrhundert. Sie ist die zweitälteste Kirche des Ortes.

### Emmauskapelle
Die Emmauskapelle in Hatzfeld (Eder) ist das älteste der drei Hatzfelder Gotteshäuser. Als dreischiffige spätromanische Pfeilerbasilika mit wehrhaftem Westturm im 12. Jahrhundert erbaut, war sie dem Heiligen Cyriacus geweiht. Sie gehörte zum befestigten „Großen Hof zu Nieder-Hatzfeld“ – bis zur Anlage der Burg im späten 12. Jahrhundert war dies der Stammsitz der Herren von Hatzfeld. Mit dem Bau der ummauerten Stadt Mitte des 14. Jahrhunderts erlosch die Siedlung an dieser Stelle. Seit dieser Zeit wird die Kapelle als Begräbniskirche der Bürger von Hatzfeld genutzt. Der Hatzfelder Orgelbauer Johann Christian Rindt schuf 1706 eine Orgel mit sieben Registern für die Stadtkirche, die 1868 in die Emmauskapelle überführt wurde. Das bedeutende Instrument ist eine der ältesten Orgeln in Hessen.

### Katholische Kirche St. Hubertus
Auf dem Rath, einer Felsnase über dem Edertal, wurde 1898 von Alfred Graf Korff gen. Schmissing-Kerrsenbrock, Königlicher preußischer Oberförster in Hatzfeld, eine kleine Kapelle erbaut. Der passionierte Jäger nannte sie nach St. Hubertus; über dem Eingang ist ein mächtiges Hirschgeweih angebracht. Nach der Fertigstellung diente sie ihm und seiner Familie als Gotteshaus. Der Graf starb 1936 und wurde in der Hubertuskapelle beigesetzt. Neben dem Grafen wurden auch zwei seiner Kinder hier beigesetzt.
Die Enkelin des Grafen schenkte die Kapelle in den 1950er Jahren der katholischen Kirchengemeinde, die sie erweitern und umbauen ließ.

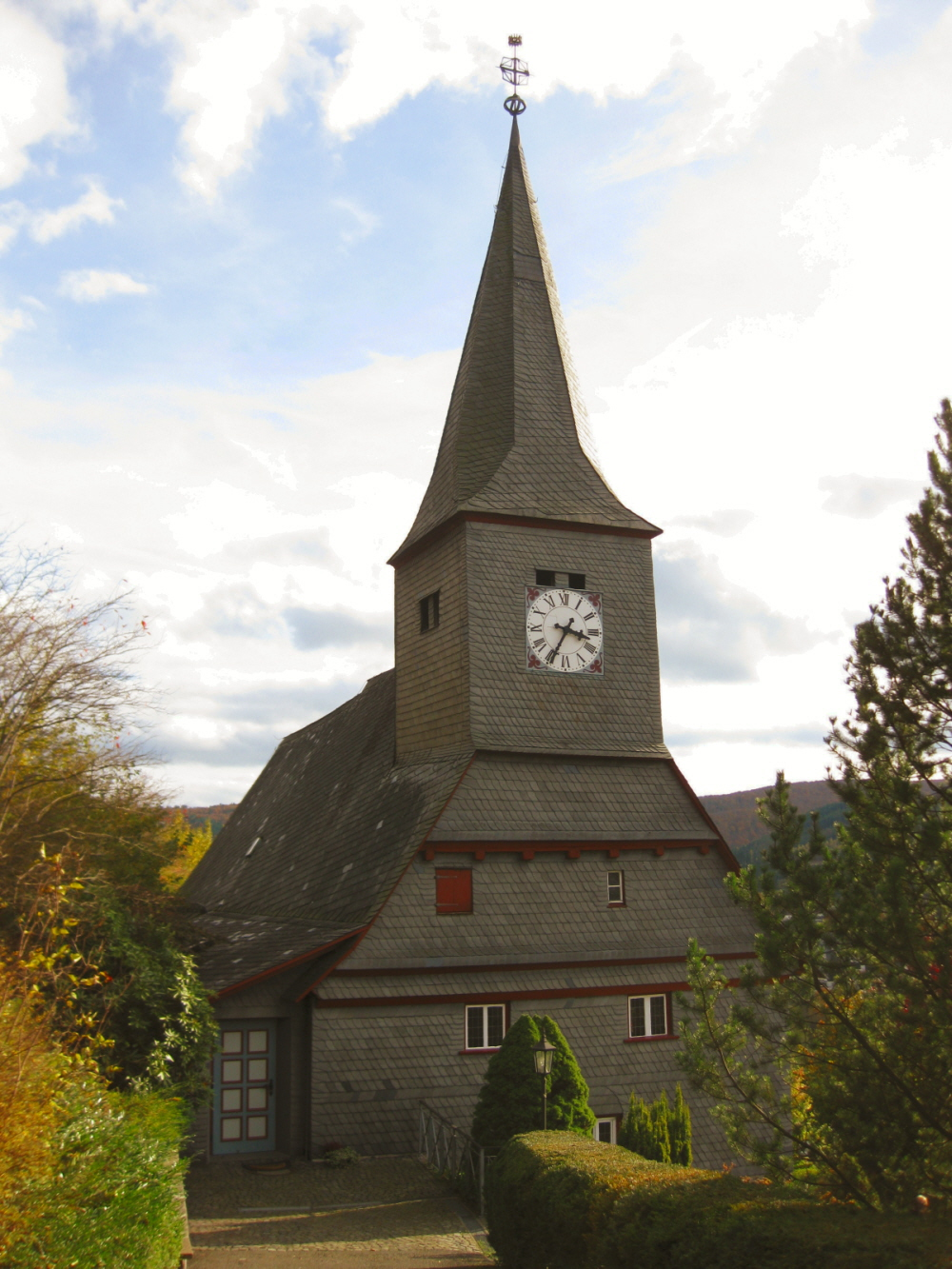
Stadtkirche St. Johannes
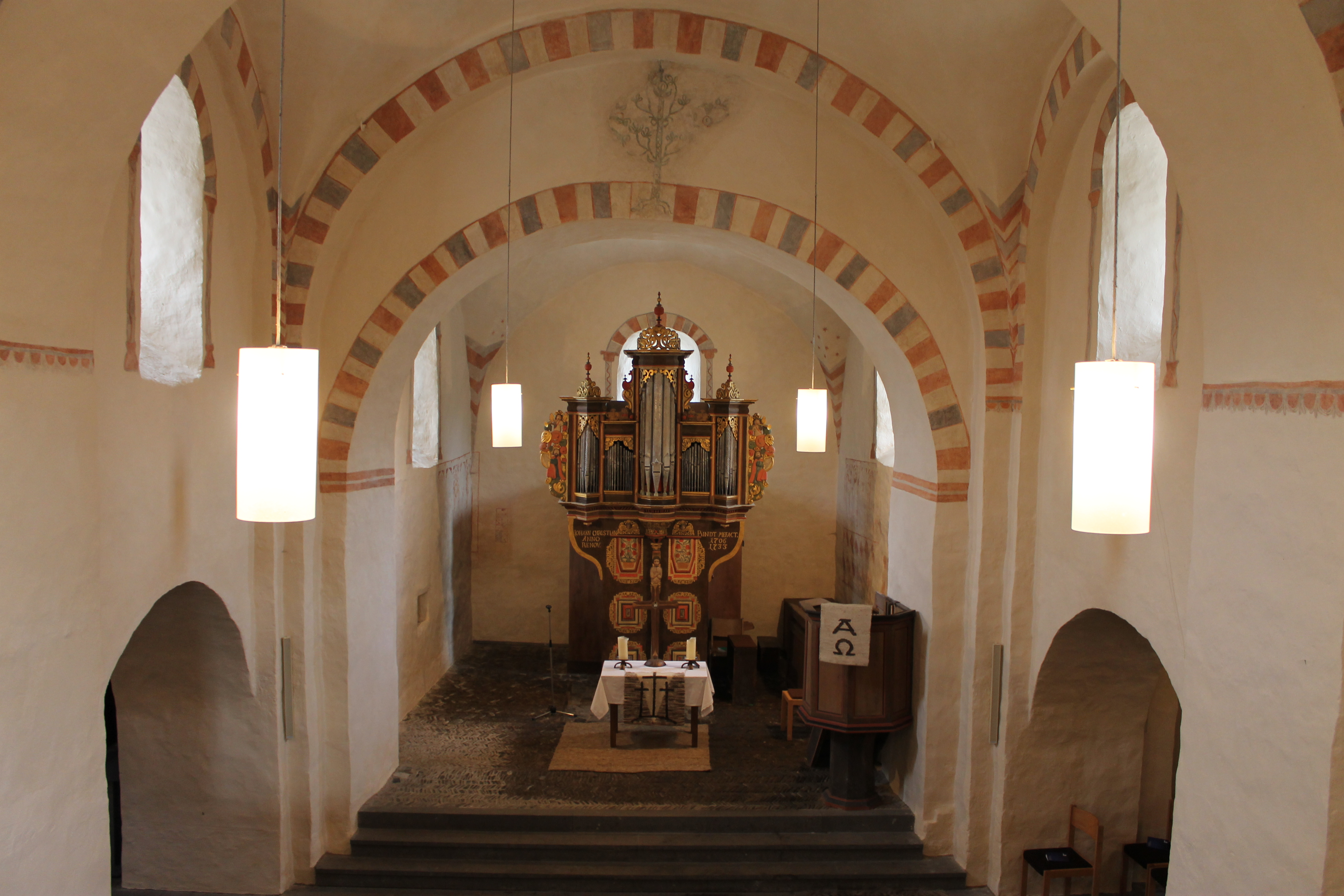
Emmauskapelle
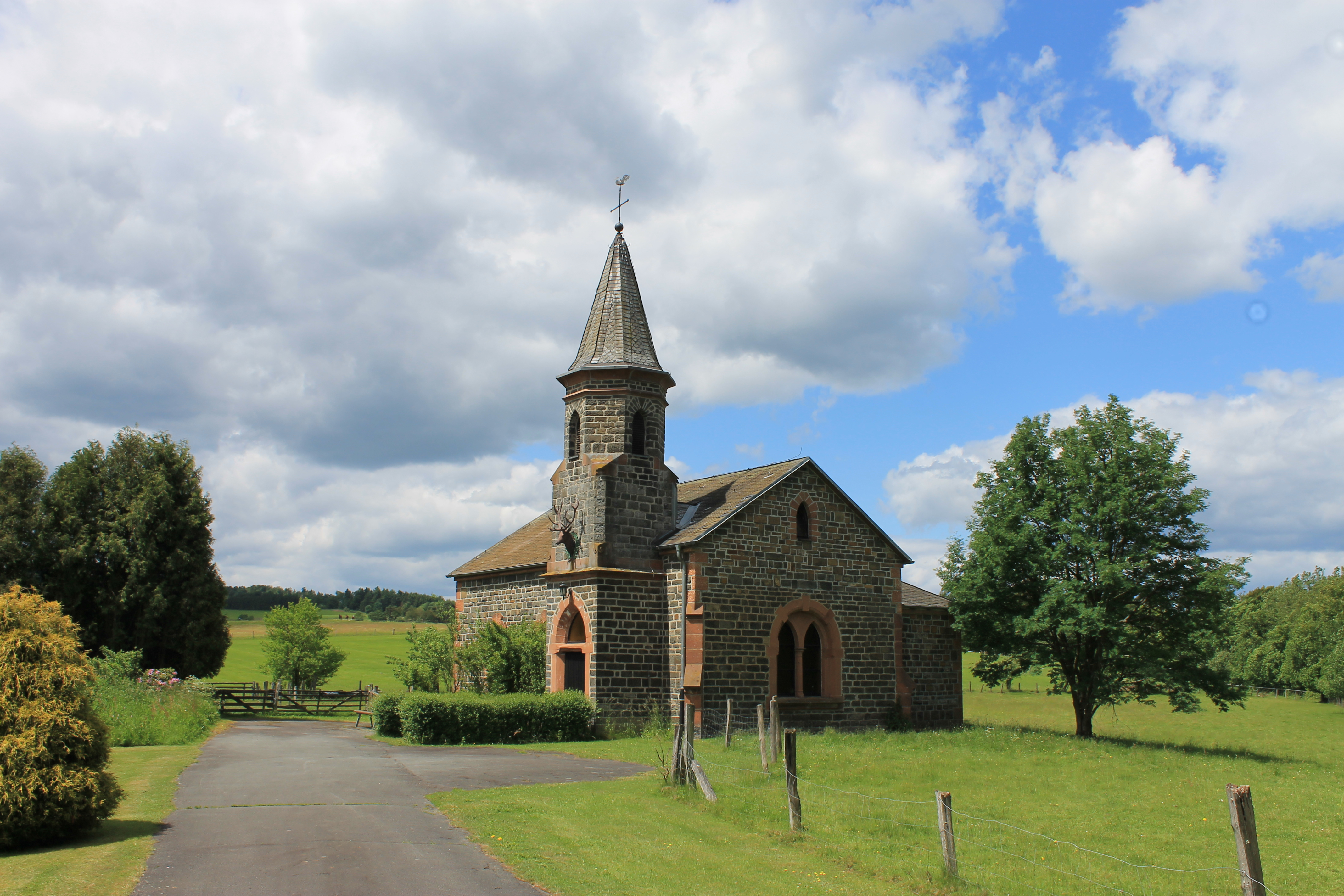
Kath. Kirche St. Hubertus

## Wirtschaft und Infrastruktur

### Flächennutzung
Das Gemeindegebiet umfasst 2015 eine Gesamtfläche von 5851 Hektar, davon entfallen in ha auf:
| Nutzungsart             | Nutzungsart             | 2011 | 2015 |
| ----------------------- | ----------------------- | ---- | ---- |
| Gebäude- und Freifläche | Gebäude- und Freifläche | 164  | 166  |
| davon                   | Wohnen                  | 78   | 79   |
|                         | Gewerbe                 | 30   | 20   |
| Betriebsfläche          | Betriebsfläche          | 18   | 14   |
| davon                   | Abbauland               | 10   | 9    |
| Erholungsfläche         | Erholungsfläche         | 10   | 10   |
| davon                   | Grünanlage              | 2    | 2    |
| Verkehrsfläche          | Verkehrsfläche          | 301  | 301  |
| Landwirtschaftsfläche   | Landwirtschaftsfläche   | 1310 | 1302 |
| davon                   | Moor                    | 0    | 0    |
|                         | Heide                   | 0    | 0    |
| Waldfläche              | Waldfläche              | 3935 | 3943 |
| Wasserfläche            | Wasserfläche            | 82   | 82   |
| Sonstige Nutzung        | Sonstige Nutzung        | 32   | 31   |

### Ansässige Unternehmen
In der Kernstadt Hatzfeld ist das Unternehmen Hollingsworth & Vose (früher mal J. C. Binzer) ansässig. J. C. Binzer stellte viele verschiedene Papiere, von Schreibpapier bis hin zu Filtern, her. Seit 2001 gehört J. C. Binzer dem amerikanischen Unternehmen Hollingsworth & Vose, welches auch Papier herstellt.
Im Ortsteil Reddighausen ist der Modellbahnzubehörhersteller Viessmann Modelltechnik (Marke Kibri) beheimatet.

### Radfernwege

Oranier-Fahrrad-Route

Entlang der Eder führen folgende Radwanderwege:
- Der 180 km lange Eder-Radweg beginnt im Rothaargebirge in Nordrhein-Westfalen und heißt hier Ederauenweg. Der größte Teil führt durch Hessen und heißt dann Ederradweg. Er folgt dem Lauf der Eder bis zur Mündung in die Fulda bei Guxhagen.
- Ein Fahrradweg auf der Oranier-Route verbindet die Städte Diez, Nassau, Braunfels, Dillenburg, Siegen und Bad Arolsen, die seit vielen Jahrhunderten eng mit dem Königshaus der Niederlande verbunden sind, über rund 400 Kilometer.
- Der Hessische Radfernweg R8 (Westerwald–Taunus–Bergstraße) startet in Frankenberg (Eder) und verläuft über 310 km durch das Gladenbacher Bergland, den Westerwald, den Taunus, Frankfurt am Main, den Odenwald bis an die Bergstraße.

### Verkehr
Der Bahnhof Hatzfeld (Eder) lag an der Bahnstrecke Bad Berleburg–Allendorf, welche stillgelegt ist.

## Persönlichkeiten

### Söhne und Töchter der Stadt
- Johann Christian Rindt (1672–1744), Orgelbauer
- Johann Jakob Irle (1843–1924), Missionar der Rheinische Missionsgesellschaft
- Gustav Schmidt (1898–1972), Politiker (NSDAP)
- Adolf Greifenstein (1900–1955), Facharzt für Hals-Nasen-Ohren-Heilkunde und Hochschullehrer

### Sonstige Personen der Stadt
- Helene Elisabeth Gräfin von Korff genannt Schmising-Kerssenbrock (1900–1974), als Kleinkind in Hatzfeld, während der Amtszeit ihres Vaters als Oberförster.
- Uwe Ermisch (SPD), Bürgermeister von 1989 bis 2013, durch einstimmigen Beschluss der Stadtverordnetenversammlung jetzt Ehrenbürgermeister

## Ortsansichten

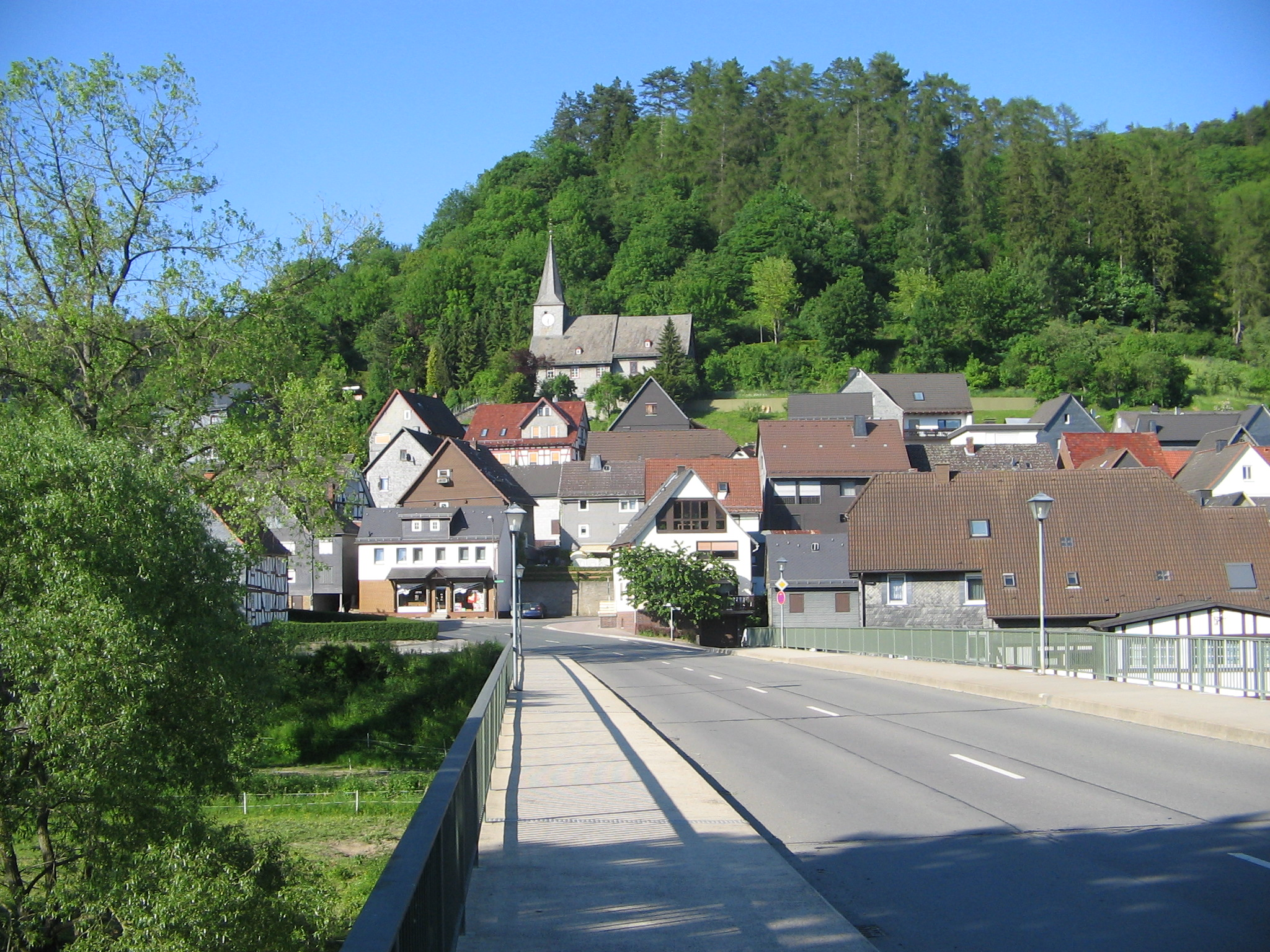
Hatzfeld (Sommer 2006)
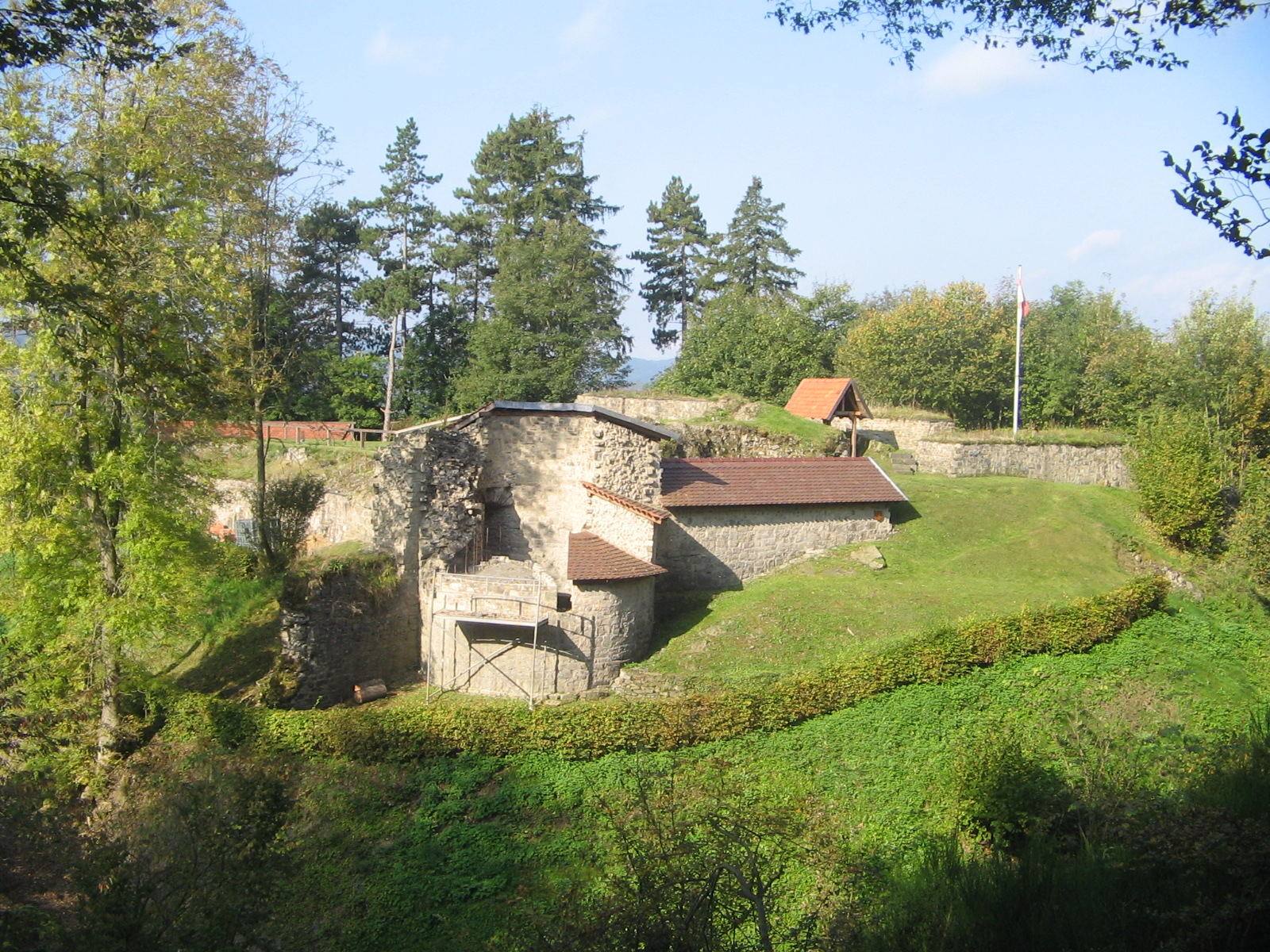
Hatzfelder Burg
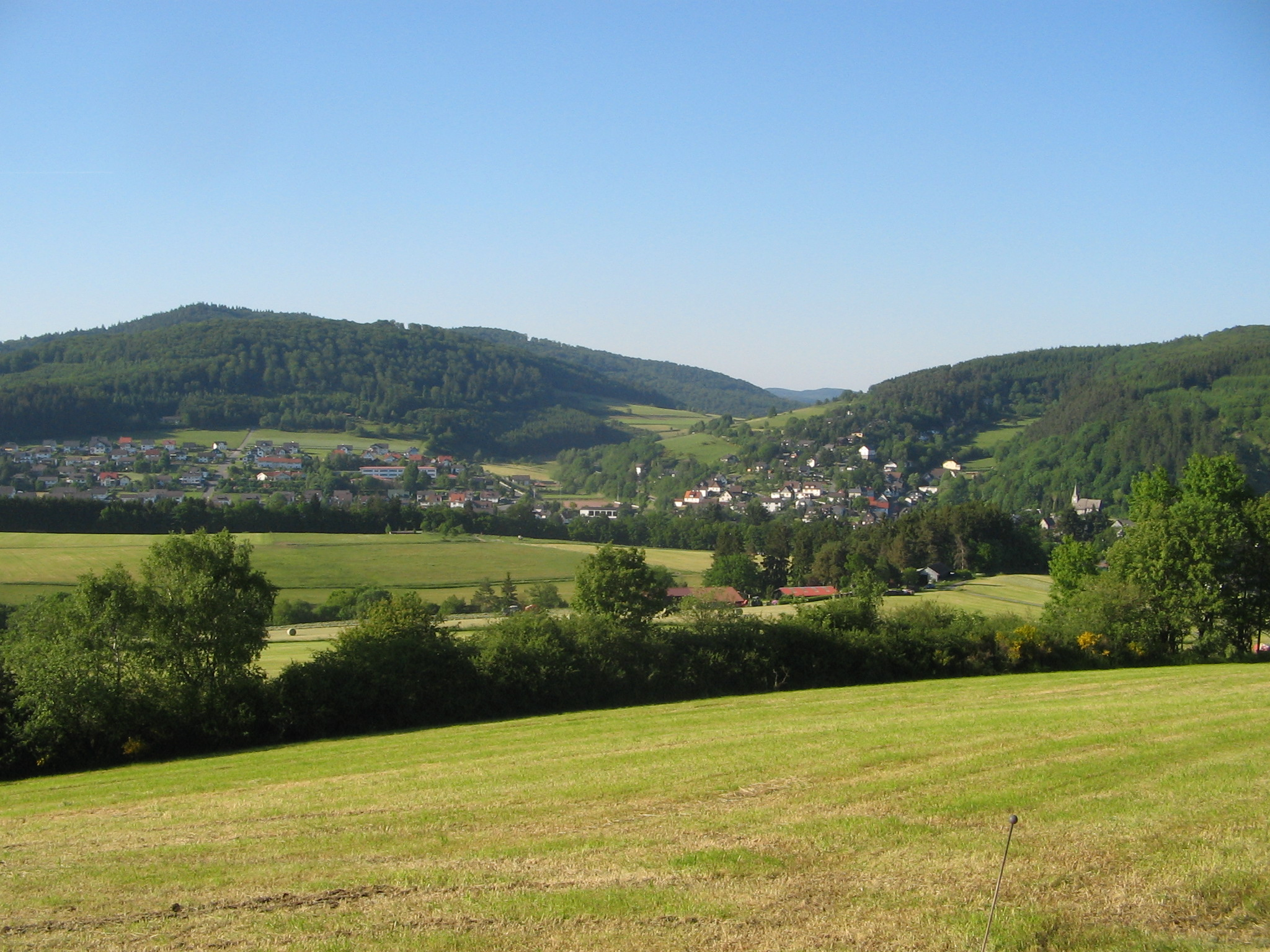
Blick auf Hatzfeld
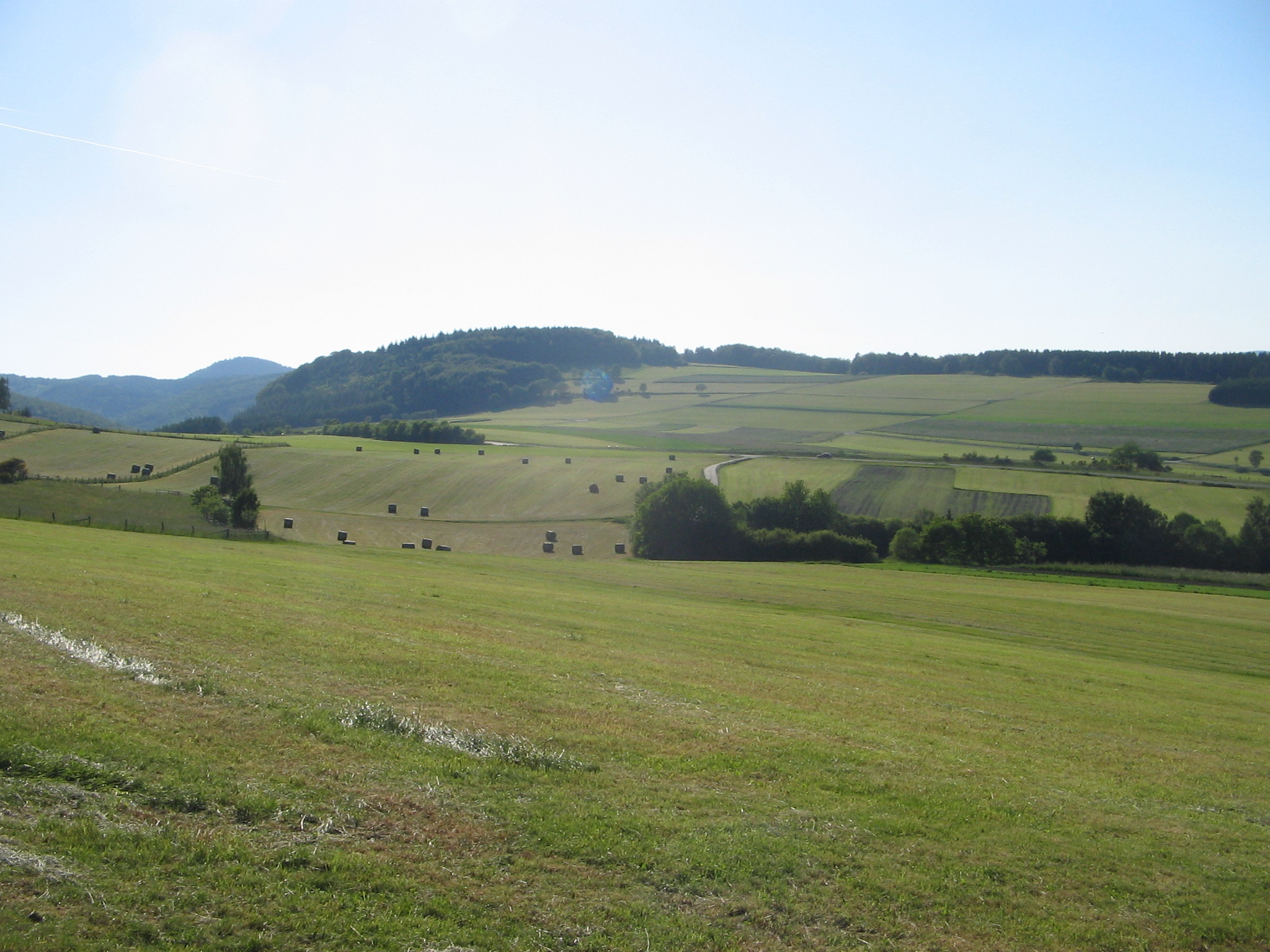
Blick auf das „Ahlefeld“